# مایکل مورپرگو
مایکل مورپرگو (انگلیسی: Michael Morpurgo؛ زادهٔ ۵ اکتبر ۱۹۴۳) شاعر، نویسنده، رمان‌نویس، نمایشنامه‌نویس، مؤلف و لیبرتوی اهل بریتانیا است که بیشتر بابت نوشتن رمان‌های مرتبط به ادبیات داستانی کودکان شهرت دارد.
از فیلم‌ها یا مجموعه‌های تلویزیونی که وی در آن‌ها نقش داشته‌است، می‌توان به وقتی وال‌ها آمدند اشاره نمود.
وی همچنین برندهٔ جوایزی همچون عنوانِ شوالیه شده‌است.